# Limatus pseudomethysticus
Limatus pseudomethysticus är en tvåvingeart som först beskrevs av Bonne-wepster och Cornelis Bonne 1919.  Limatus pseudomethysticus ingår i släktet Limatus och familjen stickmyggor. Inga underarter finns listade i Catalogue of Life.